# Leclercera banensis
Leclercera banensis es una especie de araña araneomorfa de la familia Psilodercidae. Fue descrita por Chang & Li en 2020.
Habita en Tailandia. El holotipo masculino mide 1,83 mm y el paratipo femenino 1,80 mm.